# 久保義人
久保 義人（くぼ よしと、1969年4月12日 - ）は、日本の元男子バレーボール選手、指導者。

## 来歴
山口県美祢市出身。山口県立宇部商業高等学校出身。
高校を卒業後、1988年に旭化成工業（現・旭化成）に入社、同社バレー部（のちの旭化成スパーキッズ）に入部、主にレフトとして活躍した。 1997/98シーズンにVリーグ昇格。1998年から選手兼コーチ、2000年に現役引退しコーチ専任、2002年から監督に就任した。3シーズン務めるも、チームは下位に低迷した。
2005年から全日本Bチームコーチ、2006年日本バレーボール協会へ出向、植田辰哉監督の元、全日本男子およびジュニア全日本男子コーチを経験。同時にNHKで解説者として活躍。在任中には全日本男子を16年ぶりにオリンピックへ導き、北京オリンピックで全日本男子コーチとして参加した。
これを評価され2009年、旭化成を退社しJTに入社、ゴードン・メイフォース監督のもと、JTサンダーズ（現・JTサンダーズ広島）コーチに就任した。これは前身の専売広島時代を含め、外国人以外での初の外部からのコーチ就任である。翌2010年3月、ゴードンがバレーボールギリシャ男子代表監督に就任しチームを退団すると、同年4月からJTサンダーズ監督に昇格した。2012年、体調不良により休養に入ると、シーズン終了後に監督を勇退し、JTでの社業に専念した。
2022年4月1日、JTサンダーズ広島の部長に就任。2024年まで務めた。

## 所属チーム
- 市立大嶺中
- 宇部商業高校
- 旭化成（1988-2000年）

## 参考資料
- 『スタッフプロフィール』（プレスリリース）JTサンダーズ、2010年。2013年5月9日閲覧。